# 上海市三林中学
上海市三林中学位于上海市浦东新区三林路658号，前身是创立于清光绪廿二年（公元1896年）的三林书院，是一所具有百年文化底蕴的老校，系上海市首批重点中学。1993年划归浦东新区，现为浦东新区实验性示范性高中。

## 学校历史

### 1896年至1911年
上海市三林中学创立于清光绪廿二年（公元1896年）。前身为“三林书院”，院址设于三林镇文昌阁，由陈行贡生、地方教育家秦荣光，会同杨思武举周希濂、三林巨商汤学钊集资创办。但是三林书院并未摆脱科举制度的束缚，其主要是培养秀才与举人的场所。
戊戌变法后，清政府宣布废除科举制度，三林书院便于清光绪廿八年（公元1902年）改制为“三林学堂”。由于三林学堂改制较早，曾一度吸引南汇、奉贤、青浦甚至海门、扬州等地的学生。清光绪卅三年（公元1907年）改为“三林高等小学校”。

### 1912年至1949年
中华民国元年（公元1912年），校舍毁于火，校长秦锡田（秦荣光之子）与监学赵履福苦心擘划，重建新舍，改称“三林陈行杨思乡立高等小学校”，与三林乡立初等小学4所学校合并，设置学校联合长管理，联合长秦锡田。中华民国十五年（公元1926年），杨思划为市区，遂易名“私立三林小学校”。中华民国十九年（公元1930年）由主席校董秦锡田、校长丁仁科筹划建立中学部，初名“私立三林职业中学”，第一任校长由丁仁科兼任。翌年即改称“私立三林初级商科职业学校”。中华民国廿六年（公元1937年）“八一三事变”后，日本军逼境，学校迁至上海公共租界的爱文义路平和里44号（今北京西路黄河路口）续办，并设高中商科。中华民国卅年（公元1941年）12月太平洋战争爆发，日本军势力侵入租界，校董会决定宣布中学停办。时三林原校址曾为日本占领当局办设的“上海市第四中学”。抗日战争胜利后，学校于中华民国卅五年（公元1946年）2月迁回三林镇原址正式复课。由于学校设备已破坏殆尽，遂改为普通中学，并增设高中班，定名“私立三林中学”。

### 1949年迄今
1950年秋，学校增设电讯、机械两科，招收該校及松江专区初中毕业生。1953年1月，学校改为公立，更名为“上海县三林中学”。1958年9月，晓光中学5个高中班级连同任课教师并入。1965年起向市区招生，接收上海市区高中寄宿生。1966年“文化大革命”开始，教学设施遭严重破坏。粉碎“四人帮”后，政府屡拨款修缮并建造校舍。1978年1月，学校被列为上海县重点中学。1985年被评为上海市电化教学先进集体。1992年被当时的上海市教育局命名为“上海市一期课程教材改革试点单位”。1993年由原上海县划归浦东新区，并被列为浦东新区重点中学。1999年被上海市教育委员会命名为“上海市二期课程教材改革实验基地”。2009年起成为浦东新区实验性示范性高中。

## 学校现状
学校现有教学班30个，3个年级各10个班，共有在校学生1,140人，教职工133人，其中专职教师125人。中高级职称教师98人，占总教师人数的76%，拥有硕士学位的教师占总教师人数的15%。
上海市三林中学是AFS專案成员学校。学校占地面积53.46亩，其中校舍占地19,523平方米，活动场地20.63亩。教室共36间，总面积2,088平方米。学校配有计算机房两间，学生图书阅览室使用面积220平方米，可容纳120名学生。人均藏书43.81册。学校所有教室安装了多媒体视频展示系统，拥有体育馆、羽毛球馆、塑胶田径场、足球场和篮球场。

### 学校荣誉
上海市中学生行为规范示范校、上海市数字化实验学校、上海市体育先进单位、上海市档案管理先进单位、上海市国防教育先进单位、上海市安全单位、浦东新区文明单位、浦东新区综合治理先进学校、浦东新区德育先进学校、浦东新区艺术教育先进学校、浦东新区中小学篮球传统学校、浦东新区卫生红旗单位。

## 校训
勤 敬 诚 肃
- 「勤」者劳也，即为为某人某事尽力。培养学生勤以补拙、勤于学习、勤于思考、勤于探究的品质。
- 「敬」者恭敬也，即敬人与敬事。培养学生以礼待人、敬谨将事。
- 「诚」者信也，即诚信与真诚。培养学生言行一致、表里如一。
- 「肃」者持事镇静也。培养学生具有君子气质和风度。

## 历史建筑

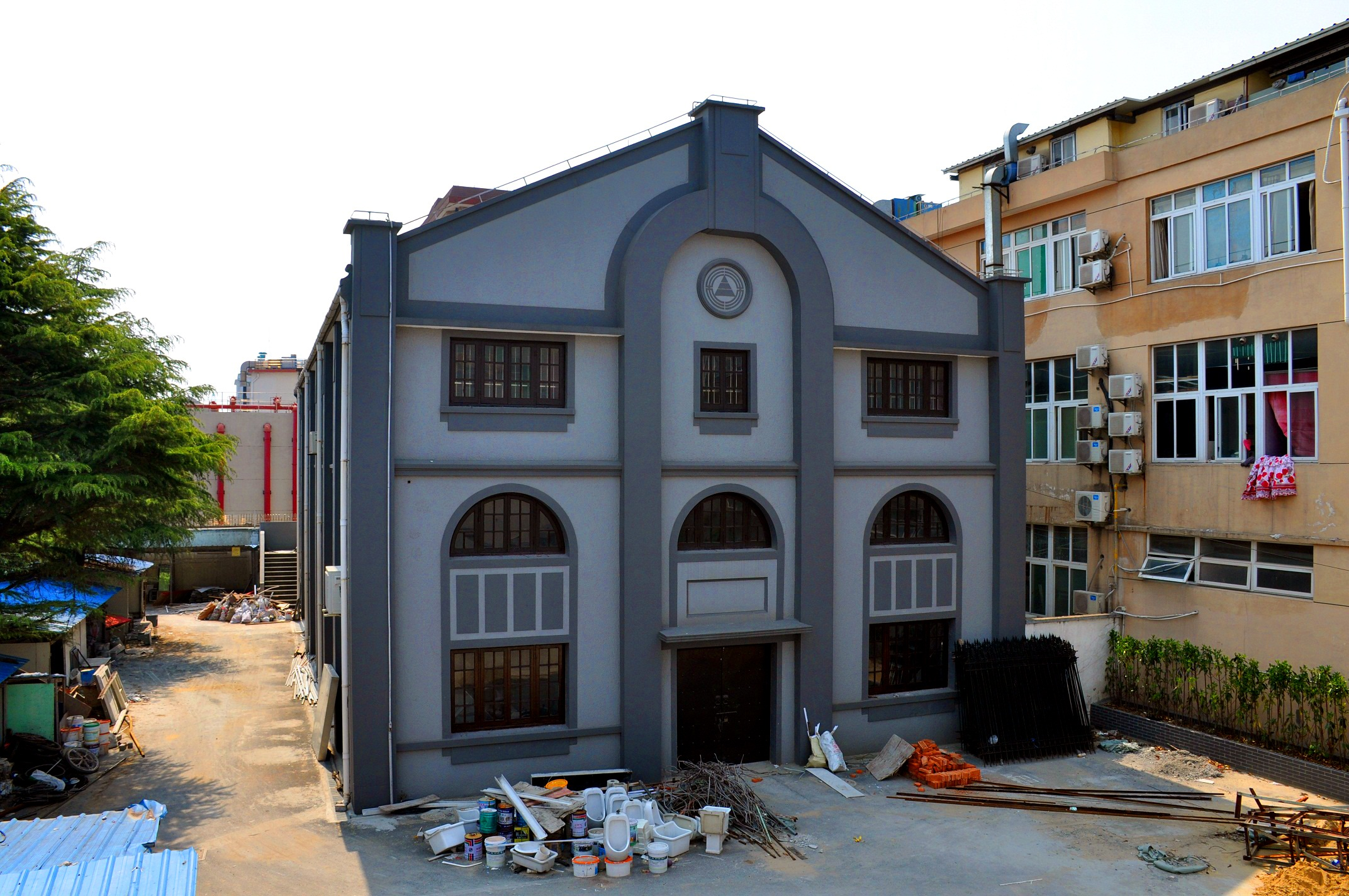
小礼堂

- 仰高亭是三林小学壬申级毕业的校友于中华民国十二年（公元1923年）捐建。仰高一词源于《诗经·小雅》中「高山仰止，景行行止」句，位于学校“天池”中，亦称湖心亭。与湖岸有三折小桥相连。桥头立木额，由前校长丁仁科题字“仰高”，后有捐款者题名。亭南北悬秦锡田书唐朝杜甫诗句「座对贤人酒，门听长者车」及丁仁科「志在流水，我思故人」版联。由于年旧失修，仰高亭于1969年毁于大雪。后于1986年12月重建，为钢筋水泥结构。
- 芳菔亭为纪念前校长赵履福而建，于中华民国十四年（公元1925年）落成。因亭覆茅草，故又名“茅亭”。该亭于1987年大修一次。
- 温毅图书馆是由赵丁筠修女士于中华民国廿二年（公元1933年）捐资修建的，以纪念学校创始人秦荣光（私谥温毅），亦称筠修精舍。温毅图书馆位于“天池”西北，朝南。以青砖红瓦结构，为平屋三间。二十世纪六十年代，由于阅览室面积过小，不能满足使用需求，迁馆至小礼堂三楼。温毅图书馆改为医务室及音乐教室。1996年后改为校长室、党总支室和接待室。2005年大修后改为退休教工和校友活动室。
- 小礼堂是康锡涛于中华民国廿四年（公元1935年）捐法币2,000元，共费资法币1.8万元建造，于第二年落成，位于学校西北角，占地480平方米。上下共三层，中间一层仅于四周建有看台。下层则为运动场。场地原为柳木地板，后改为水泥地面。中层工字型钢制大梁系向德国订购的。二十世纪八十年代至九十年代一度被作为校办厂。2005年大修后，上层为艺术教室，中层仍为看台，下层是多功能礼堂。

## 校园文化

### 特色社团
- 舞龙社：曾荣获2008-2009年度“上海市中学生优秀社团”[3]，与国立卓兰实验高级中学有定期的交流互访。
- 根与芽社团：三林中学根与芽社团是“珍·古道尔研究会”下属的“根与芽”国际组织在上海市浦东新区的一个分支。社团以学校、社区及周边企业为落脚点，宣传和推广生态环保理念[4]。
- 刺绣社：三林镇自古为刺绣之乡，三林刺绣始于宋朝，盛于清朝。为了弘扬中华传统文化，重视传承非物质文化遗产，三林中学与三林镇妇女联合会合作创办了刺绣社、曾荣获2010年浦东新区明星社团。
- 桑桑义卖社：在每年的校运会及元旦举行义卖活动，资助校内贫困学生。

### 报刊活动
- 三林中学《仰高报》每月一期四版，介绍每月的学校新闻及动态，展示学生、教师风采。
- 学校每年举办校运动会及体育周活动，并于运动会期间举办义卖活动。其中运动会囊括了大部分的田径运动:100米、400米、1500米、跳高等。体育周则举行篮球、足球、乒乓球、羽毛球等体育对抗赛。

## 历任校长
创始人：秦荣光、周希濂、汤蕴斋、丁仁科
| 姓名   | 在任时间       |
| ------ | -------------- |
| 秦锡田 | 1907年至1912年 |
| 赵履福 | 1912年至1923年 |
| 胡健   | 1923年至1924年 |
| 朱积诚 | 1924年至1926年 |
| 胡永成 | 1926年至1929年 |
| 李宗文 | 1932年至1936年 |
| 王国贤 | 1936年至1947年 |
| 龚守藩 | 1947年至1948年 |
| 汤紫莼 | 1948年（代理） |
| 徐家琛 | 1948年至1949年 |
| 丁仁科 | 1949年至1958年 |
| 杨学贤 | 1958年至1966年 |
| 杨学贤 | 1978年至1979年 |
| 周燕珣 | 1982年至1986年 |
| 吴玉康 | 1986年至2001年 |
| 刘金袁 | 2001年至2007年 |
| 张伟   | 2007年至2010年 |
| 恽敏霞 | 2010年至2011年 |
| 吴国林 | 2019年迄今     |

## 著名校友
- 陈健：外交家，前联合国副秘书长
- 赵富鑫：西安交大物理系终身教授
- 戴平：外交家，曾任中国驻马达加斯加大使